# İZBAN
İZBAN ist das S-Bahn-System des 3,5 Millionen Einwohner zählenden Ballungsraums İzmir in der Westtürkei und es ist 136 km lang.

## Die Gesellschaft
Der Name İZBAN ist ein Akronym aus İzmir und Banliyö Trenleri (dt. „Vorort-Züge İzmir“). Die Gesellschaft gehört je zur Hälfte der türkischen Staatsbahn TCDD und der Stadt İzmir.

## Geschichte
Die S-Bahn fährt auf den Strecken Izmir–Afyonkarahisar und İzmir–Eğirdir, die zum Teil aus den 1860er Jahren stammen. Der hier ursprünglich betriebene Mischverkehr aus Vorort- und Regionalzügen war nicht sehr attraktiv und wurde von den Bewohnern der Metropolregion wenig genutzt. İZBAN wurde am 10. Januar 2007 gegründet, um das Potential, das diese Eisenbahninfrastruktur bot, besser zu nutzen. Strecken und Bahnanlagen wurden grundlegend modernisiert, ausgebaut und erweitert. Alle niveaugleichen Bahnübergänge wurden durch Über- oder Unterführungen ersetzt, die Geschwindigkeit erhöht und die Fahrzeiten verkürzt. In Karşıyaka und Şirinyer wurden zwei S-Bahn-Tunnel gebaut, vier S-Bahnhöfe unter die Erdoberfläche verlegt und die darüber freiwerdenden Flächen in Parkanlagen umgewandelt. Dies sind die Stationen Şirinyer, Alaybey, Karşıyaka und Nergiz.
Die Fahrzeuge wurden komplett gegen moderne niederflurige S-Bahn-Züge ausgetauscht. Das Netz der städtischen Buslinien ESHOT wurde auf die S-Bahn ausgerichtet, 15 neue Umsteigestationen zwischen dem S-Bahn-System und den Stadtbussen eingerichtet. Die Nutzerzahlen stiegen daraufhin stark an.
Das S-Bahn-System ging 2007 76 km Länge in Betrieb. Zwischen den 30 Stationen werden täglich etwa 150.000 Passagiere befördert.

## Netz

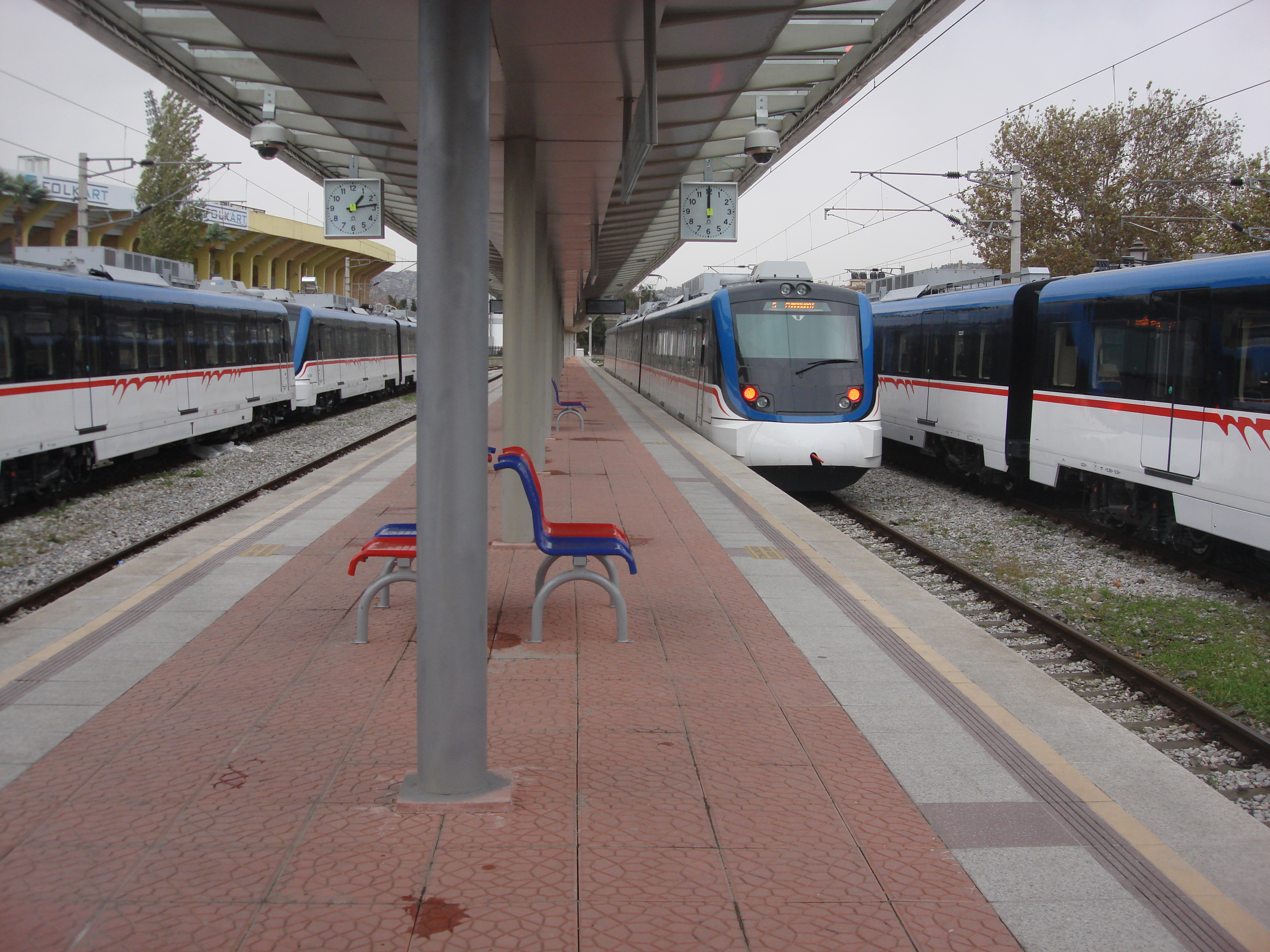
Ein Zug verlässt Alsancak

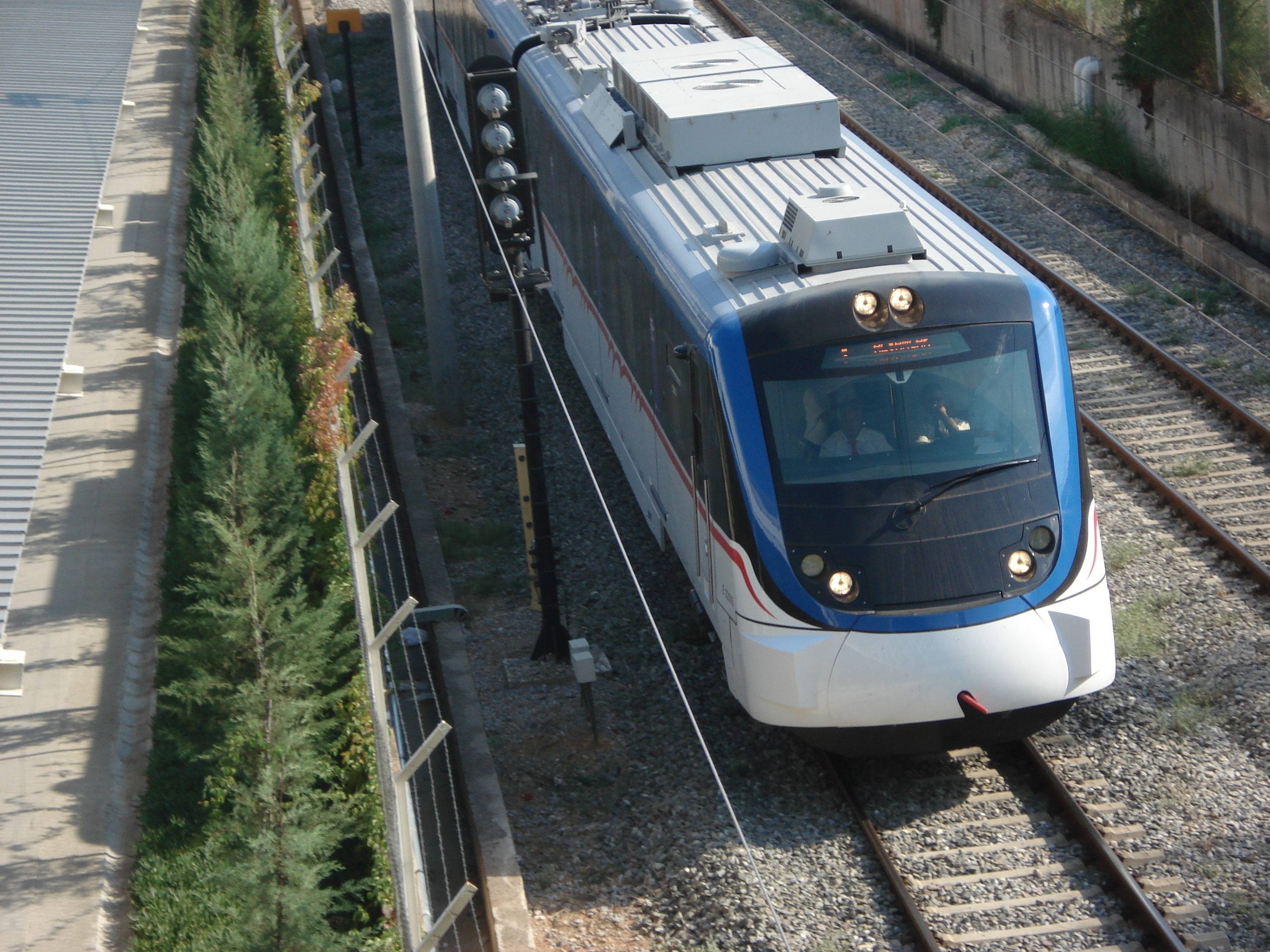
E22008-Zug am Adnan-Menderes-Flughafen

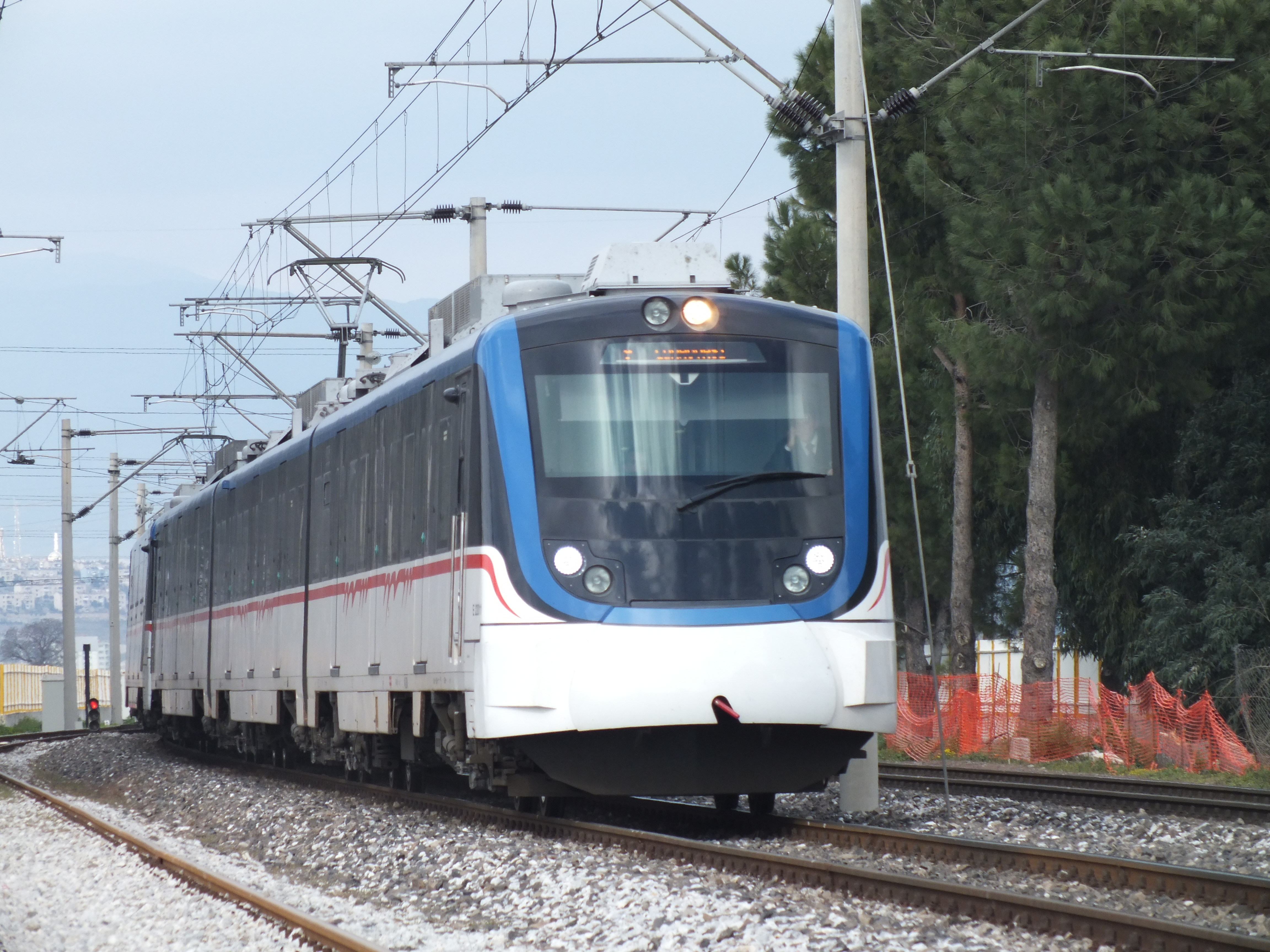
S-Bahn-Zug bei Ulukent

Die Tunnel-Station Karşıyaka

Die Strecke verbindet die nördlichen und südlichen Vororte von İzmir sowie den Flughafen Adnan Menderes. Eine Verlängerung der Strecke nach Süden um 17 km bis Selçuk ist bereits abgeschlossen, und die Züge nach Selçuk starten vom Bahnhof Tepeköy.
Zusammen mit der Metro Izmir, der Straßenbahn Izmir, dem städtischen Busnetz und den Fähren im Golf von İzmir bildet İZBAN das Rückgrat des öffentlichen Personennahverkehrs in İzmir und Umgebung. Die gesamte Fahrtzeit von Aliağa im Norden bis Tepeköy im Süden beträgt etwa zwei Stunden.

## Technische Merkmale

### Fahrzeuge
Derzeit sind auf dem Netz 73 Züge unterwegs, 33 der Typen E22000, E22007 und E22018 stammen von dem spanischen Hersteller CAF, weitere 40 von der koreanischen Firma Hyundai Rotem.
Zur Verstärkung des stark ausgelasteten Netzes sollen sechs Fahrzeuge des Istanbuler Nahverkehrssystems Marmaray ausgeliehen werden, die dort vor Abschluss des Ausbaus noch nicht gebraucht werden. Es handelt sich um fünf- und zehnteilige Triebzüge von Hyundai Rotem. Die Fahrzeuge sind 3 m breit; ein Zehn-Wagen-Zug ist 220 Meter lang und kann bis zu 3040 Personen befördern. Für diese hohe Kapazität und einen raschen Fahrgastwechsel haben die Wagen auf jeder Seite fünf Doppeltüren und breite Stehplatzbereiche, aber nur relativ wenige Sitzplätze. Die Wagenkästen sind aus rostfreiem Stahl geschweißt. Damit soll der 10-Minuten-Takt auf einen 6-Minuten-Takt verdichtet werden.
Weiter sollen 25 dreiteilige Triebwagen neu beschafft werden, was aber bis 2019 dauern wird. Bei neun der Fahrzeuge soll der Mittelwagen ein Doppelstockfahrzeug werden.

### Infrastruktur
Die S-Bahn İzmir nutzt, wie die Staatsbahn, Normalspur von 1435 Millimetern. Die Bahnsteige sind so konstruiert, dass Ein- und Ausstieg in die und aus den Fahrzeugen immer stufenlos möglich ist.
Die Stromzufuhr erfolgt über eine Oberleitung. Die Betriebsspannung liegt bei 25 kV AC.

## Betrieb

### Linienübersicht
İZBAN hat derzeit vier Linien: Die Aliağa-Cumaovası-Linie, die die zentralen Stadtbezirke und Aliağa bedient, die Menemen-Tepeköy-Linie, die die zentralen Stadtbezirke, Menderes und die südliche Stadt Torbalı bedient. Eine weitere Linie ist die Tepeköy-Selçuk-Linie, die die Stadt Torbalı mit der Stadt Selçuk verbindet. Die Linie Çiğli-Halkapınar fährt nur während der Hauptverkehrszeiten an Wochenenden, um den Druck auf die Aliağa-Cumaovası- und Menemen-Tepeköy-Linien zu verringern. Abgesehen von der Tepeköy-Selçuk-Linie verkehren alle Linien durch die zentralen Stadtbezirke und bieten 5–8 Züge pro Stunde im Stadtzentrum an. Die Linie wurde zum 6. Februar 2016 über Cumaovası hinaus nach Tepeköy verlängert und zum 8. September 2017 nach Selçuk verlängert. Die İZBAN Linie soll über 51 km nach Bergama verlängert werden und streckenweise ein drittes Gleis neben der Hochgeschwindigkeitsstrecke nach Bursa erhalten.
| Linie | Strecke            | Länge | Bahnhöfe |
| ----- | ------------------ | ----- | -------- |
| İZBAN | Aliağa ↔ Cumaovası | 78 km | 32       |
| İZBAN | Menemen ↔ Tepeköy  | 84 km | 38       |
| İZBAN | Tepeköy ↔ Selçuk   | 26 km | 4        |
| İZBAN | Çiğli ↔ Halkapınar | 26 km | 12       |

### Umsteigebeziehungen zu anderen ÖPNV-Verkehrsträgern (Schiene)
| Stationsname | kreuzende Linien                   |
| ------------ | ---------------------------------- |
| Çiğli        | Straßenbahn Linie T3               |
| Mavişehir    | Straßenbahn Linie T1               |
| Alaybey      | Straßenbahn Linie T1               |
| Halkapınar   | Metrolinie M1 Straßenbahn Linie T2 |
| Alsancak     | Straßenbahn Linie T2               |
| Hilal        | Metrolinie M1                      |

### Fahrplan
Die İZBAN-Züge nehmen ihren Fahrbetrieb gegen 5.30 Uhr auf und fahren dann bis kurz nach 0 Uhr.
Die Taktintervalle variieren je nach Tageszeit und Auslastung. In den Schwachverkehrszeiten am frühen Morgen und nachts vor Betriebsschluss besteht ein 15-Minuten-Takt. Von 6 Uhr bis 21 Uhr wird, allerdings leicht variierend, nahezu ein 10-Minuten-Takt angeboten. Der Takt soll wegen der großen Nachfrage auf sechs Minuten verdichtet werden.

### Transportkapazität
İZBAN transportierte 2011 täglich im Durchschnitt 150.000 Passagiere, seitdem mit steigender Tendenz. Damit zählt das S-Bahn-System in İzmir neben der 2014 eröffneten Marmaray als Teil der S-Bahn in İstanbul zum leistungsfähigsten Netz in der Türkei. Inzwischen stößt das S-Bahnsystem an seine Grenzen und wird in der Fachpresse als „überfüllt“ beschrieben.